# 24. U-Flottille
Die 24. Unterseebootsflottille, kurz 24. U-Flottille, war ein militärischer Verband der deutschen Kriegsmarine im Zweiten Weltkrieg.

## Geschichte
Gebildet wurde die Flottille im Oktober 1939 als „U-Boots-Ausbildungsflottille“, die im April des Folgejahres in „1. U-Boots-Ausbildungsflottille“ umbenannt wurde. Als Stützpunkt diente bis zu diesem Zeitpunkt Danzig. Die Flottille wurde primär für die Ausbildung der zukünftigen Kommandanten eingesetzt. Dabei nahmen zwischen zehn und zwölf junge Offiziere an einem vierwöchigen Kommandanten(torpedo)schießlehrgang teil, der das letzte Training für sie darstellte, ehe sie dann ein U-Boot übernahmen. Zielschiff war meist die Goya. Später übernahm die Flottille auch die Zuständigkeit für die Unterwasserausbildung.
Im Juli 1940 wurde die Flottille in 24. U-Flottille umbenannt. Ziel- und Beischiff war ab Mai 1940 die Angelburg. Zwischen Juni und September 1941 war die Flottille in Drontheim stationiert. Memel war bis Oktober 1944 der Flottillenstützpunkt, der nur von Juni bis September 1941, der Anfangsphase des Deutsch-Sowjetischen Kriegs, nach Trondheim bzw. in den Lofjord verlegt wurde, um dort unbehelligt von den Kampfhandlungen an der Ostfront der Ausbildungstätigkeit nachgehen zu können. Flottillenchef Merten veranlasste die Schaffung des Wappens „Hakenkreuz unter Türmen und Tor der Stadt Memel“. Von Oktober 1944 bis Februar 1945 war Gotenhafen Basis der Flottille. Letzter Stützpunkt war Eckernförde. Die Flottille wurde im März 1945 aufgelöst.

## Flottillenchefs
- November 1939 bis Juli 1942: Korvettenkapitän Hannes Weingärtner, später beim Untergang von U 851 gestorben
- Juli 1942 bis Januar 1943: Kapitän zur See Rudolf Peters
- März 1943 bis Mai 1944: Fregattenkapitän Karl-Friedrich Merten
- Mai 1944 bis Juli 1944: Korvettenkapitän Karl Jasper (in Vertretung)
- Juli 1944 bis März 1945: Fregattenkapitän Karl-Friedrich Merten

## Bootstypen
Insgesamt wurden dieser Flottille 53 Boote zugeteilt. Eines davon war das im Januar 1941 in Dienst gestellte, niederländische O 26, das in Folge als UD 4 geführt wurde.

### Eingesetzte deutsche U-Boot-Typen
| U-Boot-Typ | Boote |
| ---------- | --- |
| II B       | U 8, U 9, U 14, U 18, U 19, U 121 |
| II C       | U 56 |
| II D       | U 142, U 143, U 148, U 151, U 152 |
| VII A      | U 28, U 29, U 30, U 34 |
| VII B      | U 46, U 52, U 101 |
| VII C      | U 71, U 72, U 80, U 96, U 236, U 251, U 287, U 351, U 554, U 555, U 560, U 579, U 612, U 704, U 747, U 748, U 749, U 750, U 763, U 821, U 982, U 1161, U 1162, U 1192, U 1193, U 1195, U 1207 |
| VII C/41   | U 393, U 999, U 1007, U 1008 |
| IX A       | U 38 |
| IX B       | U 103 |